# Joshua Hill (Politiker)

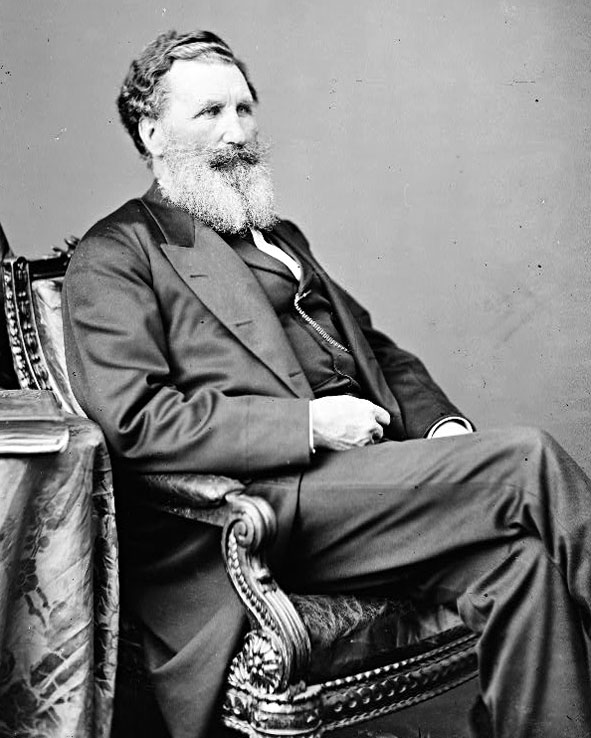
Joshua Hill

Joshua Hill (* 10. Januar 1812 im Abbeville District, South Carolina; † 6. März 1891 in Madison, Georgia) war ein US-amerikanischer Politiker, der den Bundesstaat Georgia in beiden Kammern des Kongresses vertrat.
Der aus South Carolina stammende Joshua Hill besuchte die öffentlichen Schulen seiner Heimat, erhielt aber auch Privatunterricht. Er studierte die Rechtswissenschaften, wurde in die Anwaltskammer aufgenommen und begann nach seinem Umzug nach Georgia in Monticello als Jurist zu praktizieren.
Als Kandidat der American Party wurde Hill 1856 ins Repräsentantenhaus der Vereinigten Staaten gewählt, dem er als Vertreter des siebten Wahlbezirks von Georgia vom 4. März 1857 bis zum 23. Januar 1861 angehörte. Während die anderen Kongressmitglieder seines Staates einfach auf die weitere Ausübung ihres Mandates verzichteten, nachdem Georgia sich zur Sezession entschlossen hatte, trat Hill offiziell als Abgeordneter zurück. Hill gehörte zu den Südstaatlern, die loyal zur Union standen (sog. Southern Unionists). Mit General William Tecumseh Sherman verband ihn eine Freundschaft und so verschonte dieser Hills Heimatstadt Madison bei seinem Marsch zur See 1864 durch Georgia, bei der er zielgerichtet ganze Städte und Landstriche verwüstete.
Nach dem Ende des Bürgerkrieges schloss Hill sich der Republikanischen Partei an und wurde für diese im Juli 1868 in den Senat der Vereinigten Staaten gewählt. Jedoch musste er auf die Ausübung dieses Mandates warten, bis Georgia wieder die volle Ausübung der politischen Rechte gestattet wurde. So konnte er seinen Amtseid erst am 1. Februar 1871 ablegen; die Legislaturperiode dauerte dann noch bis zum 3. März 1873. Um eine Wiederwahl bewarb er sich nicht.
Hill kehrte nach Georgia zurück und arbeitete als Anwalt in Madison. 1877 nahm er am Verfassungskonvent von Georgia teil; ansonsten hatte er bis zu seinem Tod im März 1891 keine öffentlichen Ämter mehr inne.